# 印第安納州第六國會選區
印第安纳州第六国会选区（英語：Indiana's 6th congressional district）是位于美国印第安纳州的一个聯邦眾議員選區。该地区占据了印第安纳州东部和东南部的大部分地区，包括印第安纳州哥伦布和里奇蒙市，还包括辛辛那提和印第安納波利斯的几个郊区。该地区的国会代表目前由共和党的傑斐遜·史里夫担任。